# Anne de Clercq
 (octobre 2018).
Si vous disposez d'ouvrages ou d'articles de référence ou si vous connaissez des sites web de qualité traitant du thème abordé ici, merci de compléter l'article en donnant les références utiles à sa vérifiabilité et en les liant à la section « Notes et références ».
Anne de Clercq, née le 3 décembre 1973 à Amsterdam, est une réalisatrice et scénariste néerlandaise.

## Filmographie

### Cinéma
- 2007 : Sarah & hij (nl)[1]
- 2015 : Hallo bungalow (nl)[2]
- 2015 : Jack's Wish [3]

### Télévision
- 2005 : Bitches (nl)
- 2005 : AlexFM (nl)
- 2007 : De Co-assistent (nl)
- 2008 : Julia's Tango (nl)
- 2008 : S1NGLE (nl)
- 2009 : Dol
- 2009 : Floor Faber (nl)
- 2011 : Seinpost Den Haag (nl)
- 2013 : Feuten (nl)
- 2013 : Verliefd op Ibiza (nl)
- 2015 : Tessa (nl)
- 2017 : Soof: Een Nieuw Begin